# Loonse Heide

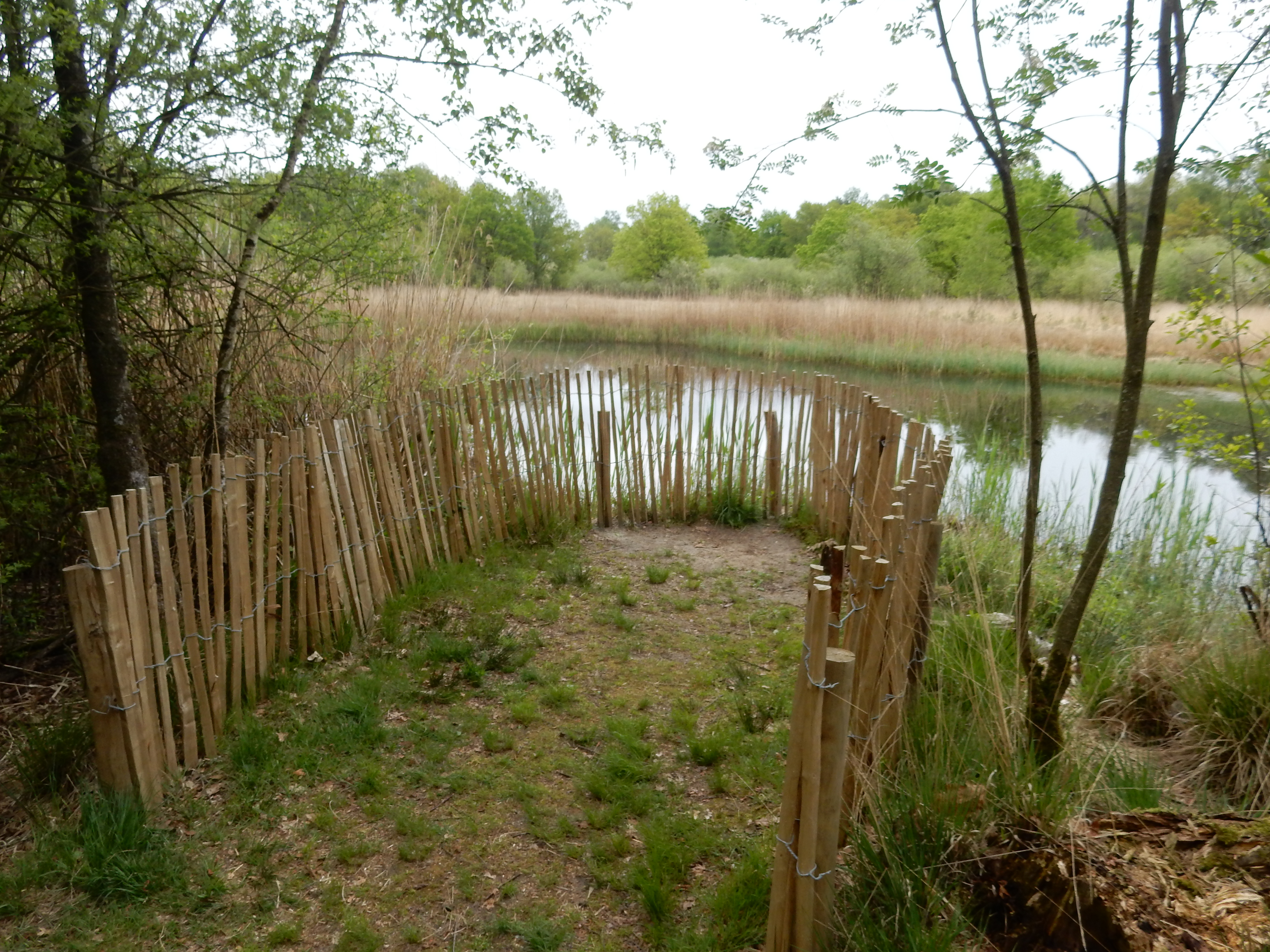
Aan het Plakkeven

De Loonse Heide is een natuurgebied gelegen in de gemeente Loon op Zand, aan de grens met Tilburg. Het meet 300 ha en is eigendom van de Vereniging Natuurmonumenten. Het maakt deel uit van Landgoed Huis ter Heide.
Het van oorsprong natte heidegebied werd in het begin van de 20e eeuw ontgonnen tot landbouwgebied, terwijl er onder meer ook een vuilstort werd aangelegd. De vennen 'Plakkeven' en 'Leikeven' bleven bewaard en kwamen min of meer geïsoleerd te liggen. Hoogspanningslijnen doorkruisten het gebied en vanuit het zuiden kwam  de stad Tilburg steeds dichterbij. Het gebied verrommelde.
Natuurmonumenten ondernam vanaf 1992 werkzaamheden in het kader van het zogeheten 'Plan Lobelia', een natuurrehabilitatieplan genoemd naar de vroeger in de vennen voorkomende waterlobelia. Vooral het Leikeven werd aanzienlijk uitgebreid. Het natuurherstelplan dat zorgde voor vernatting en verschraling van het gebied werd in 2010 afgerond. Er groeien anno 2020 vanuit de nog aanwezige zaadbank weer gebiedseigen zeldzame soorten als heidekartelblad en vetblad. Ook de waterlobelia is floreert weer.
In het gebied zijn wandelroutes die gedeeltelijk uit vlonderpaden door het moerasgebied bestaan.